# Joseph Herscher
Joseph Herscher (14. januar 1985) er en amerikansk youtuber, der er kendt for sin kanal Joseph's Machines, der har over 1 millioner følgere, og hans videoer er blevet set over 270 millioner gange. Herscher er en kinetisk kunstner, der er sepcialiseret i at skabe komiske maskiner bestående af kædereaktioner. Han skabte sin første maskine, kaldet Lolly Machine, da han var 5 år gammel. Mange af hans maskiner er såkaldte Rube Goldberg-maskiner.
I 2013 var han Artist-in-Residence på McColl Center for Art + Innovation i Charlotte, North Carolina.
Herscher blev født i New York City, og opvoksede i Wellington, New Zealand og bor nu tilbage i New York, hvor han skaber sine maskiner.
I 2015 skabte og medvirkede Herscher i web-serien Jiwi's Machines Arkiveret 8. november 2020 hos  Wayback Machine. I juli 2019 lancerede han en ny web-serie, What's Your Problem?, sammen med Gemma Gracewood og produceret af Augusto Entertainment.